# تیوگرو-اوزرو
تیوگرو-اوزرو (به لاتین: Tyogro-Ozero) یک منطقهٔ مسکونی در روسیه است که در استان آرخانگلسک واقع شده‌است.